# Malin Berggren
Malin Sofia Berggren, även kallad Linn Berggren, senare Wennerberg, född 31 oktober 1970 i Bergsjöns församling, Göteborgs och Bohus län, är en svensk tidigare popsångerska och f.d. medlem i popgruppen Ace of Base.
Tillsammans med sina syskon Jenny och Jonas Berggren samt Ulf Ekberg utgjorde Malin Berggren den på 1990-talet internationellt framgångsrika gruppen Ace of Base. Hon var från början något av gruppens frontfigur och sångerska tillsammans med systern, men har med åren dragit sig tillbaka mer och mer. Sedan år 1998 ställer hon ej upp på vare sig intervjuer eller liveframträdanden.
I samband med bandets comeback år 2007 valde Malin Berggren att lämna gruppen.